# Щекин, Борис Алексеевич

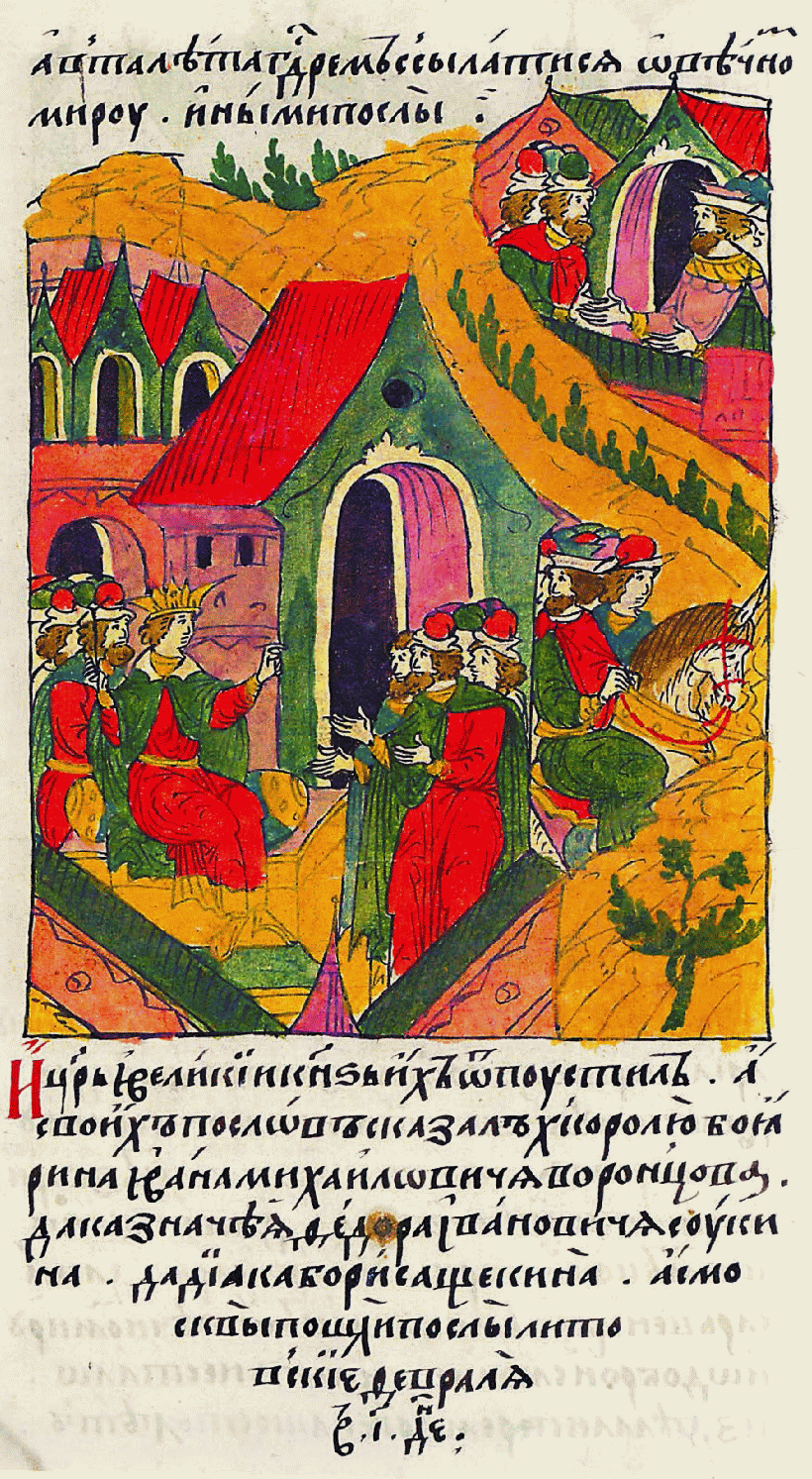
Лицевой летописный свод: "И царь и великий князь их отпустил, а своих послов к королю назначил: боярина Ивана Михайловича Воронцова, да казначея Федора Ивановича Сукина, да дьяка Бориса Щекина; а из Москвы пошли послы литовские в феврале в 10 день"

Борис Алексеевич Щекин Меньшой (? — после 1563) — великий дьяк, дипломат в царствование Ивана IV Грозного.
Отец — дьяк Щекин Алексей Григорьевич Малой. Мать - Ульяна, упомянута на свадьбе царя Семиона Касаевича и Марии Андреевны Кутузовой, была «на царёвом дворе» (05 ноября 1553).
Братья: Иван и Иван Меньшой Алексеевичи, приходились своячниками (женаты на родных сёстрах): князя Фёдора Ивановича и княгини Антонины Фёдоровны Хворостиным.

## Биография
Впервые упомянут душеприказчиком в духовной грамоте Ивана Кузьмича Яковлева (1548). В следующем году, подписывает грамоту о даче ржи и овса в Кирилло-Белозёрскому монастырю для раздачи нищим (1549) в чине дьяка Тверского дворца. На свадьбе князя Владимира Андреевича Старицкого был «у решетки со двора» (31 мая 1550). В Дворовой тетради записан, как Большой дьяк с пометой «В Новгороде» (1550). Встречал и ставил на подворье, жил переменяясь с дипломатами из литовского посольства Станислава Довойны и Астафия Воловича (август 1553) и в дальнейшем провожал литовское посольство до Смоленска (сентябрь 1553). На свадьбе Семеона Касаевича и М. А. Кутузовой был «у постели» (05 ноября 1553). На свадьбе князя Ивана Дмитриевича Бельского и княжны Марфы Шуйской был «у места молодых и держал кику» (08 ноября 1554). В посольстве Ивана Михайловича Воронцова был в Литве (май — сентябрь 1556). Составил и подписал жалованную грамоту Печенегскому монастырю (21 ноября 1556).
Совместно с новгородским наместником князем Михаилом Васильевичем Глинским организовывает встречу шведского посольства Штена Эрикова, архиепископа Лаврентия Апсальского, Бентю Гулте, Михаила Агреколы, епископа Абосского, Кнута Кнуитова и печатника Оловея Лаврентьева. Проводит переговоры по продлению перемирия, проводит разграничение пограничных земель (март 1557). Отделяет поместья дворянам в Деревенской, Бежецкой и Шелонской пятинах (1557—1559).
На свадьбе князя Владимира Андреевича «держал осыпало» (22 апреля 1558). Совместно с новгородским наместником принимал шведского гонца Пантелея, о чем писал в грамоте царю (24 августа 1558) и по его указанию организовывает отправку гонца в Москву (сентябрь 1558). Борис Алексеевич упомянут дьяком в росписи Московской осады (1558—1559). Составляет и подписывает подтверждение жалованных грамот Василия III Угличскому Афанасьевскому монастырю (09 июня 1561), поземельный спор Чудова монастыря (10 июля 1561).
Дьяк в свите государя во время Полоцкого похода (1563), а после взятие Полоцка оставлен «город делать».

## Семья
- Дед: Григорий Семёнович сын Микулина Щокина — новгородский помещик Устьволомском погосте Деревенской пятины и Которском погосте Шелонской пятины (1495—1498).
- Сын: Алексей Борисович — в Боярском списке записан жильцом (1588—1589).
- Сын: Александр Борисович (возможно) — похоронен в Троице-Сергиевой Лавре († 1591).